# 이승준 (2017년)
이승준(2017년 2월 24일 ~ )은 대한민국의 배우이다.

## 학력
- 염포초등학교 (재학)